# Ель-Балка
Провінція Ель-Балка (араб. محافظة البلقاء) — одна з дванадцяти провінцій Йорданії. Розташована на північний захід від Амману, столиці країни. Адміністративний центр — Ес-Салт. Населення провінції за переписом 2014 року становить 428 000 осіб.
Найбільшими містами провінції є Ес-Салт, Айн-ель-Баша, Махіс та Ель-Фухейс. До того ж, на території Ель-Балки розташований найбільший табір для біженців у країні — Ель-Бакаа, де мешкають більше 100 тис. осіб.

## Основні дані
Ель-Балка є однією з двох провінцій Йорданії, чия назва походить не від назви її адміністративного центру (іншою є провінція Ель-Асіма). Назва Ель-Балка історично відносилася до всієї території східного плато долини річки Йордан — тобто історичної області.
Провінція Ель-Балка посідає четверте місце в країні за чисельністю населення і десяте — за площею. Вона також має третю найвищу густоту населення в Йорданії після провінції Ірбід та провінції Ірбід. Окрім інших регіонів королівства Ель-Балка межує з Палестиною (Західний берег річки Йордан).

## Історія
В VII столітті в цій місцевості проти арабів воював візантійський полководець Феодор, брат східноримського імператора Іраклія.
Під час Першої світової війни британська армія на чолі з генералом Едмундом Алленбі увійшла до Ес-Салту 24 березня 1918 року, закінчивши 500-річне османське правління.
21 березня 1968 року містечко Караме було місцем бою біля Караме між Ізраїлем з одного боку та Йорданією та палестинськими силами (ФАТХ, ОВП) з іншого. Це було однією з найзапекліших битв Війни на виснаження в період між Шестиденною війною 1967 року та Війною Судного дня 1973 року.

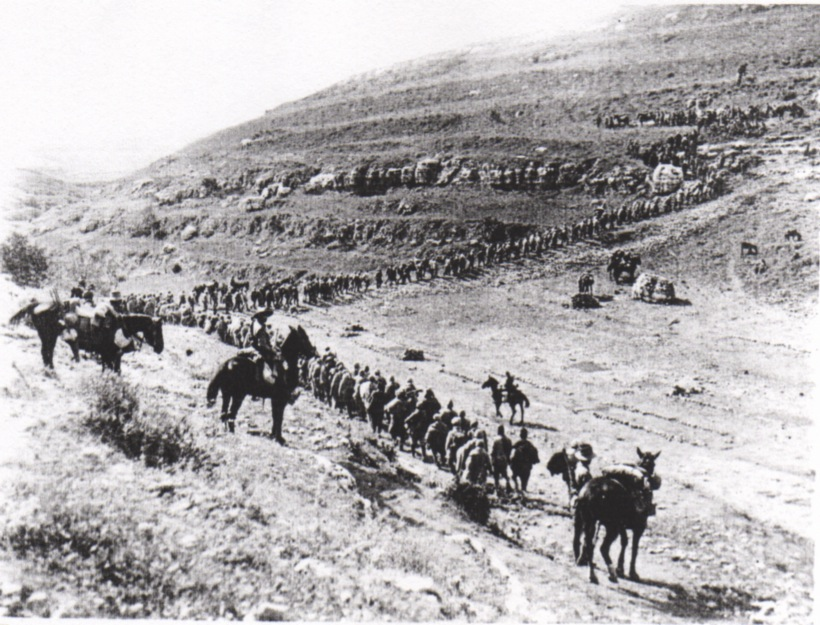
Османські в'язні біля Ес-Салту під час Першої світової війни

## Економіка
Завдяки своїм родючим горам, економіка провінції базується на сільському господарстві та легкій промисловості, головним чином на цементному заводі у Ель-Фухейсі. Декілька фармацевтичних компаній також базуються в Ес-Салті, зокрема «Арабська фармацевтична компанія». Ель-Балка має два університети.

## Галерея

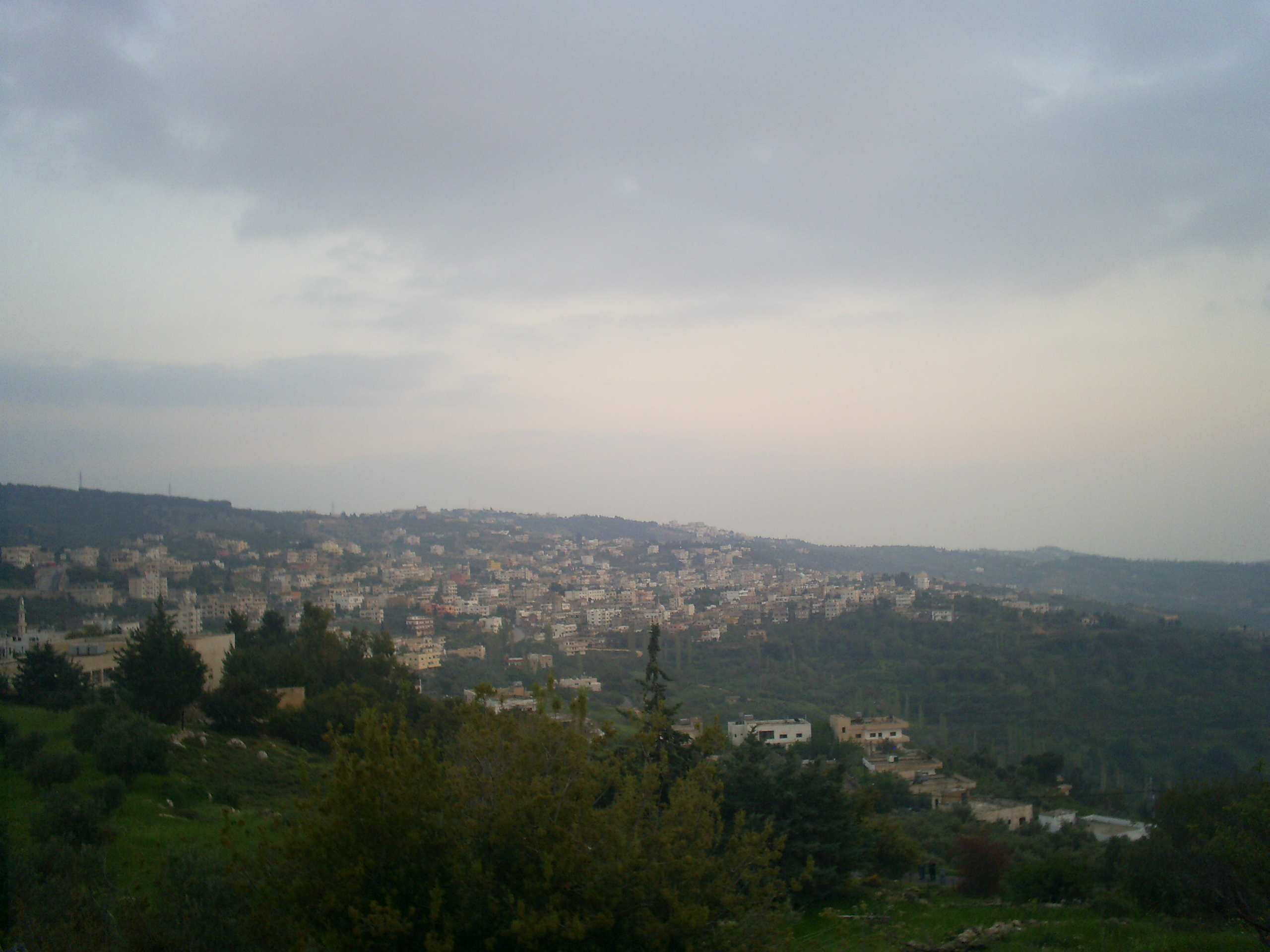
Містечко Махіс
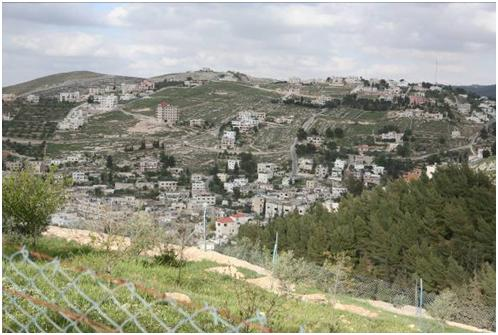
Ель-Фухейс, переважно християнське місто